# بارييو
بلدية بارييو (بالإسبانية: Bareyo)‏، هي إحدى بلديات منطقة كانتابريا, المصنفة على أنها مقاطعة أيضاً، في شمال إسبانيا.
يبلغ عدد سكانها 1.690 نسمة وفقاً لإحصائية سنة (2002).